# Гронский, Павел Павлович
Па́вел Па́влович Гро́нский (22 июля 1883, деревня Ёгна, Тверская губерния — 2 мая 1937, Нуази-ле-Гран, Франция) — русский юрист, общественный деятель и политик; отец поэта Н. П. Гронского.

## Биография
Православный. Из потомственных дворян Тверской губернии. Землевладелец Весьегонского уезда (733 десятины).
Сын отставного военного инженера П. Е. Гронского и дочери богатого тверского помещика Юлии Эпафродитовны Десятовой.
Окончил 1-ю Санкт-Петербургскую гимназию и юридический факультет Санкт-Петербургского университета (1903). Во время учебы в университете дружил с учившемся на том же факультете И. Я. Билибиным.
Был оставлен при кафедре государственного права для подготовки к профессорскому званию. Изучал вопросы местного самоуправления в библиотеках и университетах Берлина, Мюнхена Гейдельберга.
Магистрант по кафедре государственного права, в 1917 г. преподаватель Петербургского университета, Политехнического и Психоневрологического институтов.

### Политическая деятельность
В 1912—1915 годах состоял помощником присяжного поверенного в Петербурге. Избирался гласным Весьегонского уездного и Тверского губернского земских собраний. В 1912 году был избран в IV Государственную думу. Член Партии народной свободы, с февраля 1916 (6 съезда партии) входил в её ЦК.
В годы Первой мировой войны принимал участие в деятельности Всероссийского земского союза помощи больным и раненым воинам. Заведующий лазаретом Государственной думы на Юго-Западном фронте.

### Революция и гражданская война
Активный участник Февральской революции. Временным комитетом Государственной думы был назначен комиссаром Петроградского телеграфного агентства. 10 марта 1917 года избран в состав специальной комиссии при ЦК кадетов для разработки вопросов, связанных с созывом Учредительного Собрания.
В августе 1917 года присутствовал на Государственном совещании в Москве. 3 октября 1917 вошёл в Предпарламент.
После Октябрьской революции Гронский в рядах оппозиции к Советской власти. Был арестован 23 ноября 1917 года как член Всероссийской комиссии по делам о выборах в Учредительное Собрание. Освобождён 27 ноября, но вновь арестован уже 28 ноября. Поддерживал связь с Национальным центром. В конце 1918 бежал на юг России, где поддерживал генерала Деникина.
21 декабря 1919 года командирован в США во главе Особой комиссии Главного командования ВСЮР; официальная цель её состояла в установлении более дружественных отношений между Россией и США.

### В эмиграции
После отставки Деникина в 1920 году, находясь в Париже, Гронский получил предложение барона Врангеля быть его представителем в Литве. В апреле и мае 1920 года участвовал в совещаниях кадетских лидеров в Париже, где обсуждался вопрос об установлении общей линии поведения по отношению к Врангелю и вообще к белой армии.
В 1923—1927 годах — профессор Ковенского университета по кафедре государственного права. Там он преподавал государственное право и историю конституционного права. Сотрудничал в газете «Lietuvos aidas» и в журналах «Tauta ir žodis» (Нация и Слово) и «Vairas».
Затем снова жил в эмиграции во Франции, участвовал в работе многих общественных организаций: русской академической группы, русского юридического общества, общества Тургеневской библиотеки.

### В масонстве
Член парижской масонской ложи «Северная звезда» Великого востока Франции (1928—1937 годах) и ложи «Свободная Россия» (с 1931 года) — член-основатель ложи. Хранитель печати в 1932 году. Посвящён 7 марта 1928 года после опроса, проведённого Я. Гуревичем. Возведён во 2-ю степень 7 ноября 1928 года, в 3-ю степень — 5 ноября 1931 года. Юридический делегат в 1933—1934 годах. Член ложи до кончины.

### Смерть
После трагической гибели сына П. П. Гронский перенёс два удара, резко расстроивших его здоровье. Скончался в 1937 году после длительной болезни.

## Сочинения
- Децентрализация и самоуправление. Санкт-Петербург // «Земское дело». — 1913.
- Земская реформа в Государственной думе. Петроград // «Земское дело». — 1916.
- Общинное управление в главнейших государствах Германии. — Петроград : тип. Р. Г. Шредера, 1916.
- Новая волость. — Петроград: Освобожд. Россия, 1917.
- Как выбирать волостных земских гласных. — Москва: Ред.-изд. отд., 1917.
- La chute de la monarchie en Russie. — Paris. 1923.
- The Zemstvo System and Local Government in Russia, 1917—1922 // Political Science Quarterly. — Vol. 38, №. 4 (Dec., 1923). — pp. 552–568.
- L’Idée fédérative chez les décabristes. — 1926.
- Русская колония на Гавайских островах при Александре I // Труды IV съезда рус. ак. орг., 1929.
- The war and the Russian government : The central government. — New Haven: Yale University Press, 1929.
- Русские в Калифорнии в начале XIX столетия. Сборник статей в честь П. Н. Милюкова. — Прага, 1930.

## Семья
В 1903 году женился на Нине Николаевне Слободзинской (1884—1958), сестре Г. Н. Слободзинского. Их сын, Николай Павлович Гронский (1909—1934), стал известным как адресат лирики Марины Цветаевой, посвятившей ему ряд стихотворений.